# Joetsu-lijn
De Jōetsu-lijn (上越線, Jōetsu-sen) is een laagfrequente spoorlijn in Japan van JR East die van Takasaki naar Minakami loopt in de prefectuur Gunma. In Minakami kan men overstappen op de "rest" van de lijn, en loopt de lijn de prefectuur Niigata in.
De Jōetsu werd in 1924 opgeleverd hetgeen een economische impuls gaf aan de aangelegen steden in de prefectuur Gumna, zoals de houtverwerkende industrie en de distributie van groenten in Numata, en het toerisme in Minakami.

## Stations
- Takasaki
- Takasaki-tonyamachi
- Ino
- Shin-Maebashi
- Gunma-Sōja
- Yagihara
- Shibukawa
- Shikishima
- Tsukuda
- Iwamoto
- Numata
- Gokan
- Kamimoku
- Minakami
- Yubiso
- Doai
- Tsuchitaru
- Echigo-nakazato
- Iwappara-skijō-mae
- Echigo-yuzawa
- Ishiuchi
- Osawa
- Joetsu-kokusai-skijō-mae
- Shiozawa
- Muikamachi
- Itsukamachi
- Urasa
- Yairo
- Koide
- Echigo-horinouchi
- Kita-horinouchi
- Echigo-kawaguchi
- Ojiya
- Echigo-takiya
- Miyauchi